# ウィルバー・スコヴィル
ウィルバー・リンカーン・スコヴィル（Wilbur Lincoln Scoville、1865年1月22日 - 1942年3月10日）は、アメリカ合衆国の薬剤師である。唐辛子の辛さの尺度であるスコヴィル値に名を残す。

## 生涯
コネティカット州ブリッジポートで1865年1月22日に生まれた。1891年9月1日にマサチューセッツ州ウォラストンでコラ・B・アパム(Cora B. Upham)と結婚した。コラとの間には、エイミー・オーガスタ（Amy Augusta、1892年8月21日生）、ルース・アパム（Ruth Upham、1897年10月21日生）の2人の娘がいる。
スコヴィルが執筆した"The Art of Compounding"（調合の技術）は、1895年に初版が出版された後、8版以上が出版された。この本は1960年代まで薬理学の参考書として使用されていた。香辛料の辛さを和らげるために牛乳を使用することについて最初に言及したのはこの本である。また、"Extracts and Perfumes"（エキスと香水）には何百もの処方が書かれている。一時期、マサチューセッツ薬科健康科学大学の教授を務めていた。
1912年、製薬会社パーク・デービスで働いていた時に、「スコヴィル味覚テスト」という、人間のテスターを使用する唐辛子の辛さの測定法を考案した。これは、現在ではスコヴィル値して標準化されている。

## 賞と栄誉
- 1922年 - アメリカ薬剤師会（英語版） エバート賞（医薬品の原薬調査の優れた報告書の著者として）
- 1929年 - アメリカ薬剤師会 レミントン名誉メダル（同会最高の栄誉）
- 1929年 - コロンビア大学名誉博士